# Team High End Sport
Team High End Sport var et dansk cykelhold, og var dengang Danmarks eneste DCU Dame hold. Holdet blev skabt med baggrund i Fredericia Cycle Clubs damehold fra 2008. Efter afslutningen af sæsonen 2009 blev holdet nedlagt.

## Etablering
Fredericia Cycle Club havde allerede i 2008 ambitioner om at skabe Danmarks bedste cykelhold for kvinder. Flere talenter kom til klubben og der blev kørt gode resultater hjem. Klubben ville mere og i samarbejde med firmaet High End Sport der allerede bl.a. sponsorede et løbehold, gik de i gang med planerne om at skabe Danmarks eneste DCU Dame hold der også skulle køre internationale UCI løb.
Så i starten af januar 2009 blev det officielt at Team High End Sport var en realitet. Man gik i gang med sammensætte holdet, og den 5. april 2009 blev de nye ryttere og cykeltrøjer præsenteret ved et stort show på Tøjhuset i Fredericia..
Den 13. juli 2009 blev holdet ramt af en tragedie da holdets rytter Jette Fuglsang styrtede og omkom under en træningstur i de franske alper.

## Nedlæggelse
I september 2009 var der en del uro omkring holdet. Løbsdirektør Thierry Muraour stoppede den 11. september på holdet med omgående virkning, da man ikke kunne blive enige om den fremtidige strategi. Dagen efter meddelte holdet så at man havde tilknyttet Flemming Riis Petersen som løbsmanager for sæsonen 2010. Han udtalte i den forbindelse at de så frem til den nye sæson, hvor der igen skulle køres internationale løb. Men præcist 17 dage kom der helt andre meldinger fra holdet. Sportsdirektør Michael Guldborg meddelte at holdet lukkede med udgangen af 2009, da man ikke kunne finde grundlaget for at videreføre Team High End Sport i 2010.